# Andris Reiss
Andris Reiss (Kuldīga, 10 maart 1978) is een voormalig Lets wielrenner. Hij was prof in de jaren 2001 en 2002.
Hij behaalde één overwinning in zijn periode als prof, door Lets kampioen te worden in 2001. Ook zijn tweede plaats in de Baby Giro van 2001 spreekt tot de verbeelding.

## Overwinning
2001
- Nationaal kampioenschap Letland op de weg, Elite

## Resultaten in voornaamste wedstrijden
| Jaar | Ronde van Italië | Ronde van Frankrijk | Ronde van Spanje |
| ---- | ---------------- | ------------------- | ---------------- |
| 2002 |                  |                     | 95e              |

| Jaar | Ronde van Lombardije |
| ---- | -------------------- |
| 2002 | 49e                  |